# Pacyna (gemeente)
De gemeente Pacyna is een landgemeente in het Poolse woiwodschap Mazovië, in powiat Gostyniński.
De zetel van de gemeente is in Pacyna.
Op 30 juni 2004 telde de gemeente 4001 inwoners.

## Oppervlakte gegevens
In 2002 bedroeg de totale oppervlakte van gemeente Pacyna 90,85 km², waarvan:
- agrarisch gebied: 84%
- bossen: 7%

De gemeente beslaat 14,76% van de totale oppervlakte van de powiat.

## Demografie
Stand op 30 juni 2004:
| Omschrijving                   | Totaal | Totaal | Vrouwen | Vrouwen | Mannen | Mannen |
| ------------------------------ | ------ | ------ | ------- | ------- | ------ | ------ |
| eenheid                        | aantal | %      | aantal  | %       | aantal | %      |
| inwoners                       | 4001   | 100    | 2023    | 50,6    | 1978   | 49,4   |
| bevolkingsdichtheid (inw./km²) | 44     | 44     | 22,3    | 22,3    | 21,8   | 21,8   |

In 2002 bedroeg het gemiddelde inkomen per inwoner 1275,63 zł.

## Administratieve plaatsen (sołectwo)
Anatolin, Janówek, Luszyn, Łuszczanówek, Pacyna, Podatkówek, Podczachy, Przylaski, Radycza, Rakowiec, Raków, Remki, Robertów, Rybie, Sejkowice, Skrzeszewy, Słomków, Wola Pacyńska.
Zonder de status sołectwo : Czesławów, Model, Romanów.

## Aangrenzende gemeenten
Gąbin, Kiernozia, Oporów, Sanniki, Szczawin Kościelny, Żychlin